# À plein tube (film, 1964)
Pour les articles homonymes, voir À plein tube.
Pour plus de détails, voir Fiche technique et Distribution.
À plein tube (Ferry Cross the Mersey) est un film musical britannique réalisé par Jeremy Summers et sorti en 1964. Il met en vedette le groupe Gerry and the Pacemakers et la chanson homonyme Ferry Cross the Mersey sort la même année. Ce film est souvent considéré comme étant pour Gerry and the Pacemakers ce que Quatre Garçons dans le vent (1964) a été aux Beatles,.

## Synopsis
Le film raconte l'histoire des étudiants en art Gerry et Fred Marsden, Les Maguire et Les Chadwick dit « Chad », qui tentent avec humour de se frayer un chemin sur la scène musicale de Liverpool. Après que Dodie (Julie Samuel), la petite amie de Gerry, a aidé le groupe à participer à un concours de musique, leurs instruments sont égarés mais sont finalement retrouvés à temps pour leur permettre de monter sur scène et de remporter le concours.

## Fiche technique
- Titre français : À plein tube[3]
- Titre original anglais : Ferry Cross the Mersey[4]
- Réalisation : Jeremy Summers
- Scénario : David Franden, d'après une idée de Tony Warren
- Photographie : Gilbert Taylor
- Montage : John Victor-Smith
- Musique : Gerry Marsden, George Martin
- Production : Michael Holden, Brian Epstein, Leigh Aman
- Société de production : Subafilms
- Pays de production :  Royaume-Uni
- Langue originale : anglais
- Format : Noir et blanc - 1,37:1 - Son mono - 35 mm
- Durée : 88 minutes
- Genre : film musical et comédie
- Dates de sortie :
  - Royaume-Uni : 13 décembre 1964
  - France : 17 novembre 1965

## Distribution
- Gerry Marsden : lui-même
- Cilla Black : elle-même
- Fred Marsden : lui-même
- Les Chadwick : lui-même
- Les Maguire : lui-même
- Julie Samuel : Dodie Dawson
- Mona Washbourne : tante Lil
- George A. Cooper : M. Lumsden
- Deryck Guyler : Trasler
- T. P. McKenna: : Jack Hanson
- Cilla Black : elle-même
- The Fourmost : eux-mêmes
- Jimmy Savile : lui-même